# 宽叶金锦香
宽叶金锦香（学名：Osbeckia chinensis var. angustifolia）是野牡丹科金锦香属金锦香的变种。分布在中国大陆的云南、四川等地，生长于海拔550米至2,700米的地区，常生长在山坡矮草地和路旁矮草坡阳处，目前尚未由人工引种栽培。

## 别名
莞不留（四川）